# Седанка (приток Тигиля)
Седанка — река на северо-западе полуострова Камчатка. Протекает по территории Тигильского района Камчатского края России. Правый приток реки Тигиль. Длина реки 108 км, площадь бассейна 1490 км².

## Описание

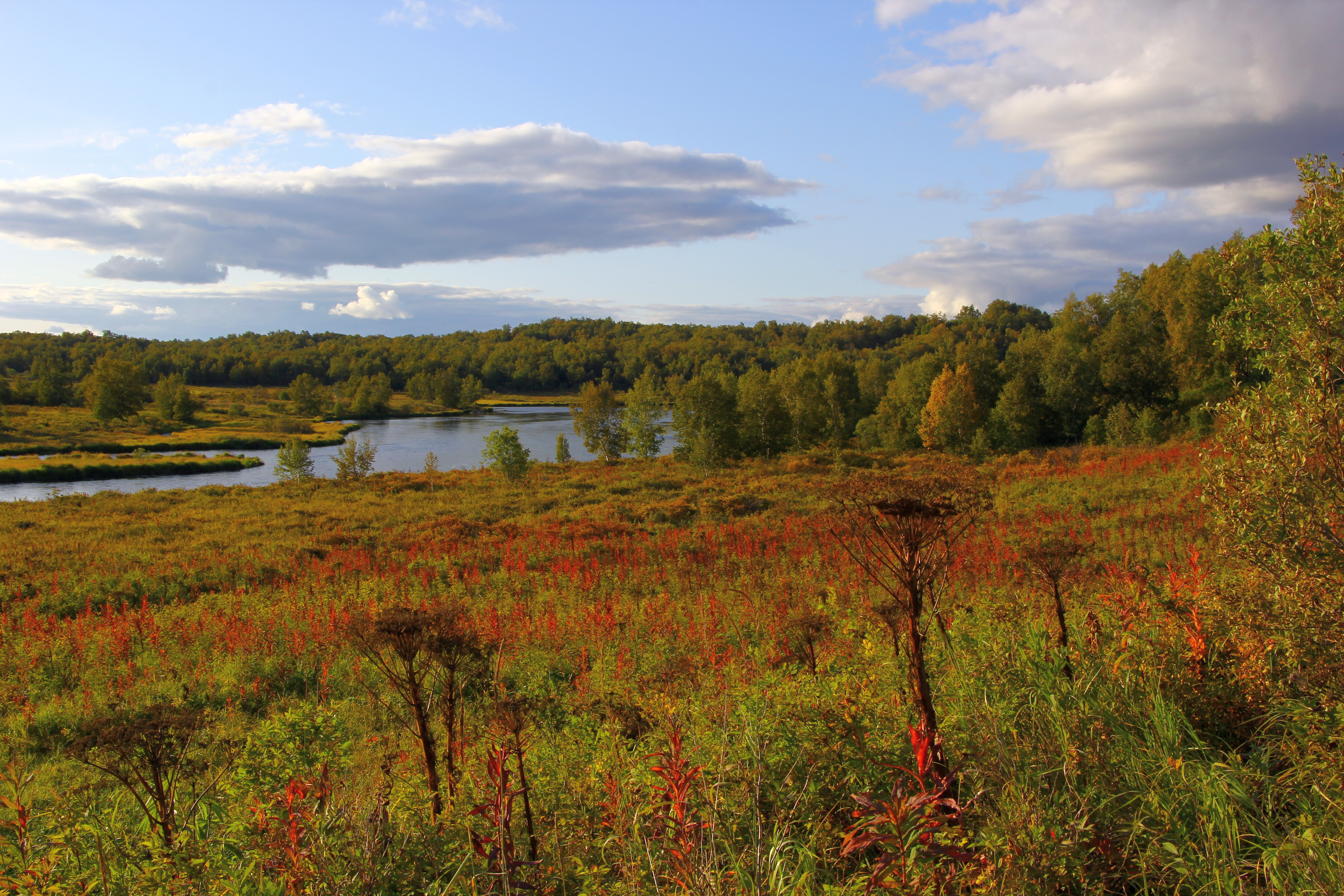
Седанка

Берёт начало в Срединном хребте, на склонах вулкана горного Института. В верховье протекает в гористой местности в юго-западном направлении, затем выходит на равнину, протекает через озёра Конское и Камонное к югу от урочища Эпэнтонайчыконко Тыгылгын Лукийилкын и меняет направление течения на северо-западное. Дальше течёт по заболоченному берёзовому лесу. Впадает реку Тигиль по правому берегу на её 99 километре. Ширина реки в низовьях — 50 метров, глубина — 1 метр, скорость течения 1,8 м/с.
Населённых пунктов на реке нет, за исключением нескольких рыболовных баз. Седанка богата лососёвыми. Несмотря на труднодоступность, популярна среди любителей рыбалки. В 1998 году река была открыта для исключительной нахлыстовой рыбалки. В реке есть все виды тихоокеанского лосося, микижа, кунджа и морская проходная мальма.

## Притоки
Объекты перечислены по порядку от устья к истоку.
- 12 км: Рассошина[7] (лв)
- Заречный[7] (лв)
- Кривой[7] (лв)
- Хребтовый[9] (лв)
- 30 км: Седой[9] (лв)
- 38 км: Темный[6] (пр)
- Микмимлылгын[6] (пр)
- 79 км: Красный[6] (лв)
- 81 км: Медвежий[6] (пр)
- 84 км: Правая Седанка[4] (пр)

## Данные водного реестра
По данным государственного водного реестра России относится к Анадыро-Колымскому бассейновому округу. Код водного объекта — 19080000112120000034521.